# Il racconto del monaco
Il racconto del monaco (The Monk's Tale) è la diciannovesima novella scritta da Geoffrey Chaucer ne I racconti di Canterbury. Più che un singolo racconto unitario, la storia narrata dal monaco è l'elenco di diciassette finali drammatici delle vite di personaggi del mito, della storia e della letteratura, che insieme compongono una riflessione sul tema della tragedia. 

## Trama

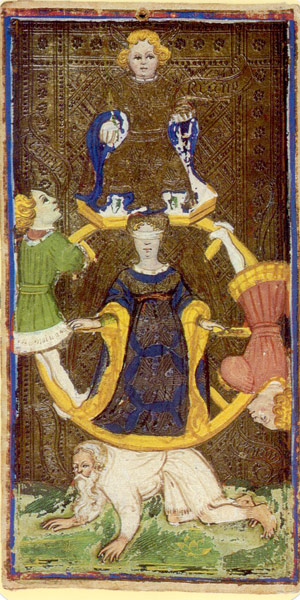
La Ruota della Fortuna dei tarocchi nel mazzo Visconti-Sforza

### Il racconto
Il monaco comincia a raccontare i finali tragici delle vite di personaggi storici e biblici, elencando e descrivendo quindi le tristi sorti di Lucifero, Adamo, Sansone, Ercole, Nabucodonosor II, Baldassar, Zenobia, Pietro di Castiglia, Pietro I di Cipro, Bernabò Visconti, Ugolino della Gherardesca, Nerone, Oloferne, Antioco, Alessandro Magno, Giulio Cesare e Creso.

### Epilogo
Nonostante il monaco abbia promesso cento exempla, il cavaliere lo interrompe dopo il diciassettesimo, stanco da tanta tristezza.
Una possibile interpretazione per la richiesta del cavaliere è stata suggerita da alcuni critici, che hanno letto nel cinquantunesimo verso del Prologo generale ("At Alisaundre he was, whan it was wonne"; "[il cavaliere] era ad Alessandria, quando fu vinta") la conferma che il personaggio fosse un membro dell'esercito di Pietro I di Cipro e che il ricordo della disfatta militare del suo re e condottiero sia per lui troppo gravosa per essere rivissuta nel racconto del monaco.

## Composizione e fonti
Diversi critici hanno affermato che Chaucer potrebbe aver scritto la gran parte della novella molto prima del resto dei Racconti di Canterbury, suggerendo gli anni 1370 come il possibile periodo della stesura. Chaucer avrebbe scritto il racconto dopo il suo viaggio in Italia, dove avrebbe letto quelle che sarebbero diventate le fonti letterarie della sua produzione: le opere di Boccaccio De casibus virorum illustrium e il Decameron. La storia del conte Ugolino è invece tradotta quasi parola per parola dal trentatreesimo canto dell'Inferno di Dante, rappresentando così il primo contatto tra l'opera dantesca e la letteratura inglese. Chaucer avrebbe poi rimaneggiato il racconto diversi anni dopo la stesura originale per includere riferimenti più contemporanei, come la morte di Bernabò Visconti, avvenuta nel 1385. L'ordine con cui le diciassette storie sono narrate differisce di manoscritto in manoscritto, lasciando così aperte le possibilità che Chaucer abbia aggiunto fatti a lui più recenti a quelli già composti oltre un decennio prima, ma anche avallando la teoria che la reazione del cavaliere potrebbe essere causata dal ricordo del suo comandante, nel caso in cui quella di Pietro I di Cipro fosse la diciassettesima ed ultima delle tragiche fini raccontate.

## Temi
Il concetto di tragedia inteso dal monaco non è quello classico dettagliatamente descritto da Aristotele nella Poetica, bensì il concetto tipicamente medievale che vede l'uomo innalzato e poi rovesciato dai moti mutevoli della Fortuna. Nonostante il monaco cerchi di imbrigliare in concetto di tragedia in un'unica definizione universalmente valida, gli esempi stessi che lui utilizza variano di tono, contenuto e forma, negando quindi la possibilità di definire la tragedia in modo dogmatico ma limitante.